# Melyra
Melyra é uma banda de heavy metal brasileira formada na cidade do Rio de Janeiro. A banda é composta por Drika Martins (baterista), Fernanda Schenker (guitarrista), Helena Accioly (baixista), Roberta Tesch (guitarrista) e Verônica Vox (vocalista).
Formada em outubro de 2012, a banda conta apenas com integrantes mulheres desde sua origem, tendo como suas principais influências Iron Maiden, Metallica, Black Sabbath, Judas Priest, Motorhead e Crucified Barbara.

## Carreira
A estreia da Melyra nos palcos aconteceu pouco mais de um mês após a formação da banda, ainda em 2012, quando foi convidada para um festival de bandas de mulheres, Femme Fatale, que tinha como destaque em seu line-up a banda Nervosa.
Após o primeiro contato com o público, a banda iniciou o processo de composição para seu primeiro álbum independente, Catch Me If You Can, lançado em novembro de 2014. Com seis faixas autorais e alguns covers no setlist, a banda iniciou a turnê de divulgação pelo Brasil, passando, principalmente, por São Paulo-SP (2014), Muriaé-MG (2015) e Curitiba-PR (2015), além de Petrópolis-RJ (2014) e Paraty-RJ (2015). As principais apresentações, porém, foram na capital carioca, com destaque para o show de abertura da atração internacional Arch Enemy (2015), no Circo Voador, além das participações nos festivais: Rio Novo Rock (2015), no Imperator, que ainda rendeu o clipe da música que dá nome ao álbum; Roque Pense (2015), na Praça do Pacificador, Rio Banda Fest (2015), no Parque Madureira e Tattoo Week Rio (2016), no Centro de Convenções SulAmérica.
Ainda divulgando o álbum de estreia, a música de trabalho "Silence" foi ao ar em programas diversos da Rádio Cidade (RJ), Rádio Rock Nation (SP), Rádio Oceânica FM (RJ), além de outras rádios web.
Em meados de 2016, foi lançado pela MS Metal Records, o tributo de 25 anos de carreira do cantor de metal Edu Falaschi, com participação da Melyra como terceira faixa do álbum, com uma versão de "Living and Drifting".
Com 10 faixas, sendo nove inéditas e uma regravação do primeiro single, a banda lançou o álbum Saving You From Reality no final de 2018, de maneira independente. Além de apresentações de lançamento, o álbum ainda gerou novos três videoclipes para a banda: "Dead Light", "My Delirium" e "Fantasy".

## Discografia
- 2014 - Catch Me If You Can (EP)
- 2015 - Run and Burn (single)
- 2016 - Living and Drifting (CD tributo ao Edu Falaschi), pela MS Metal Records
- 2016 - Molly Whooped (single)
- 2018 - Saving You From Reality (Full)

## Videoclipes
- 2014 - Silence
- 2015 - Catch Me If You Can
- 2015 - Trip to Hell
- 2016 - Living and Drifting
- 2018 - Dead Light
- 2019 - My Delirium
- 2019 - Fantasy

## Integrantes

### Formação atual
- Verônica Vox (vocais) (2016 - atualmente)
- Helena "Nena" Accioly (baixo) (2012 - atualmente)
- Fernanda "Fê" Schenker (guitarra e backing vocal) (2012 - atualmente)
- Roberta Tesch (guitarra e backing vocal)
- Drika Martins (bateria)

### Ex-integrantes
- Mariana Figueiredo (vocais) (2012 - 2015)
- Bu Bolzan (vocais) (2015 - 2016)
- Mili Emília (guitarra)
- Ana de Ferreira (bateria)